# Vallée du Vénéon
La vallée du Vénéon est une vallée alpine de France située dans le massif des Écrins, en Isère. Elle prend le nom de son torrent principal : le Vénéon. Dans cette vallée, se trouve la commune de Saint-Christophe-en-Oisans, mais aussi la partie de la commune nouvelle des Deux Alpes qui correspond à l'ancienne commune de Venosc, ainsi qu'un hameau du Bourg-d'Oisans : les Gauchoirs. L'activité humaine a longtemps été liée à la culture des sols et à l'élevage, mais à partir de la seconde moitié du XIXe siècle, l'alpinisme s'y développe, suivi par les développements du tourisme au XXe siècle.

## Géographie

Carte de l'Oisans avec la vallée du Vénéon dans sa partie sud entre Le Bourg-d'Oisans et la barre des Écrins.

La vallée fait partie de l'Oisans et Le Bourg-d'Oisans constitue sa porte d'entrée. L'accès routier s'effectue par la route départementale 530 (RD530) ; au début des années 2020, la fréquentation estivale de cet axe est de 1 500 véhicules par jour.
Elle est drainée par le Vénéon et ses affluents, dominée par des sommets dépassant les 3 000 mètres d'altitude et même les 4 000 mètres avec la barre des Écrins (4 102 m). Sauvage et largement inhabitée, elle constitue un haut lieu du tourisme montagnard alpin avec de nombreux itinéraires de randonnée (GR 54), refuges (Selle, Soreiller, Promontoire, Temple Écrins, Muzelle, etc.), ascensions (le Râteau, la Meije, la roche Faurio, la barre des Écrins, l'Ailefroide, les Bans, les Rouies, l'Olan, la roche de la Muzelle), etc. Son unique route dessert les villages et hameaux des Gauchoirs (Le Bourg-d'Oisans), la Danchère, Venosc, le Bourg d'Arud, (les Deux Alpes), la Ville, la Bernardière, les Granges, les Étages et la Bérarde (Saint-Christophe-en-Oisans).
Une grande partie de la vallée est incluse dans le parc national des Écrins, la réserve naturelle nationale de la haute vallée du Vénéon et la réserve intégrale de Lauvitel qui protègent les nombreux habitats naturels, lacs, glaciers, etc.

## Histoire

### Des communautés paysannes à un haut lieu de l'alpinisme

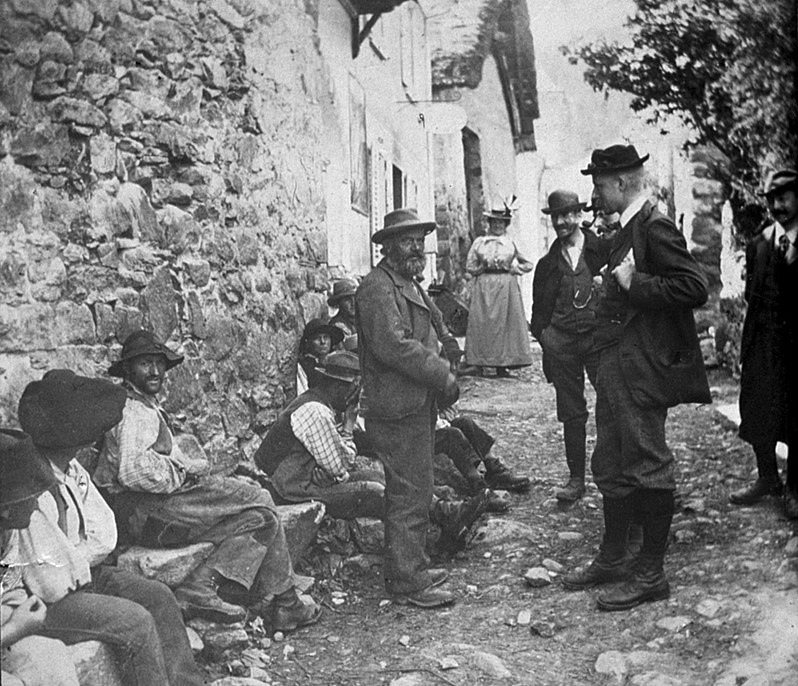
L'alpiniste Emmanuel Boileau de Castelnau et son guide Pierre Gaspard (photographie antérieure à 1915).

À partir de la seconde moitié du XIXe siècle, les pentes et sommets de la vallée attirent les alpinistes. Le guide de haute montagne le plus célèbre de la vallée est Pierre Gaspard, qui a eu plusieurs clients renommés et fait partie de « premières » d'importance, dont celle de la Meije.

### LeXXesiècle: développement des excursions, du tourisme, mais aussi de la protection de la nature

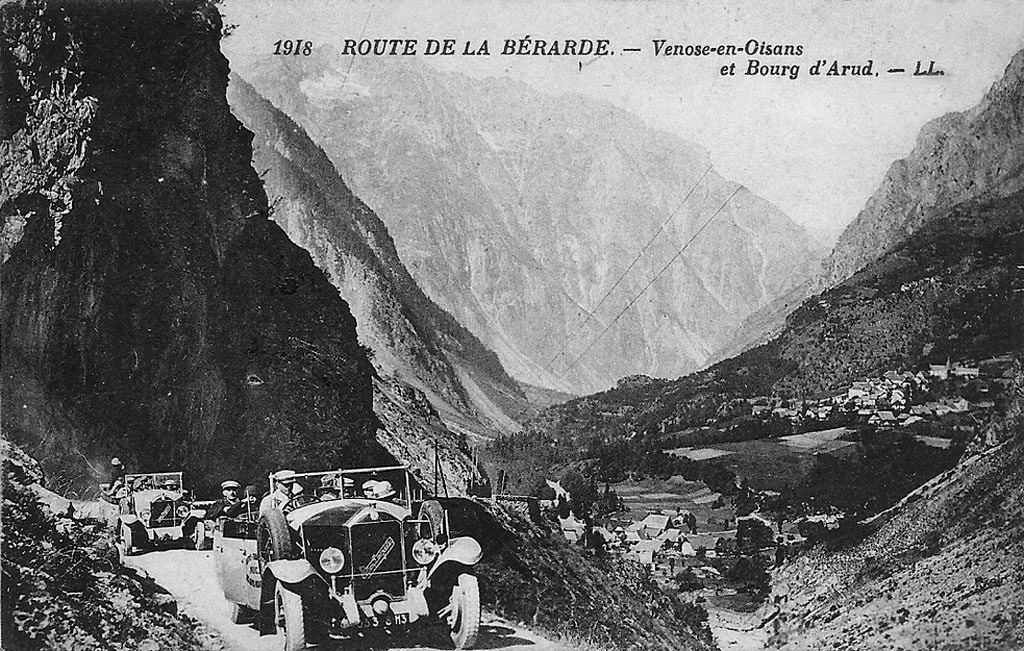
« Route de la Bérarde. Vénosc-en-Oisans et Bourg d'Arud », carte postale de 1918.

Après un premier parc de la Bérarde au début du XXe siècle, qui évolue en parc national du Pelvoux, puis en parc domanial, est créé en 1973 le parc national des Écrins.

### XXIesiècle

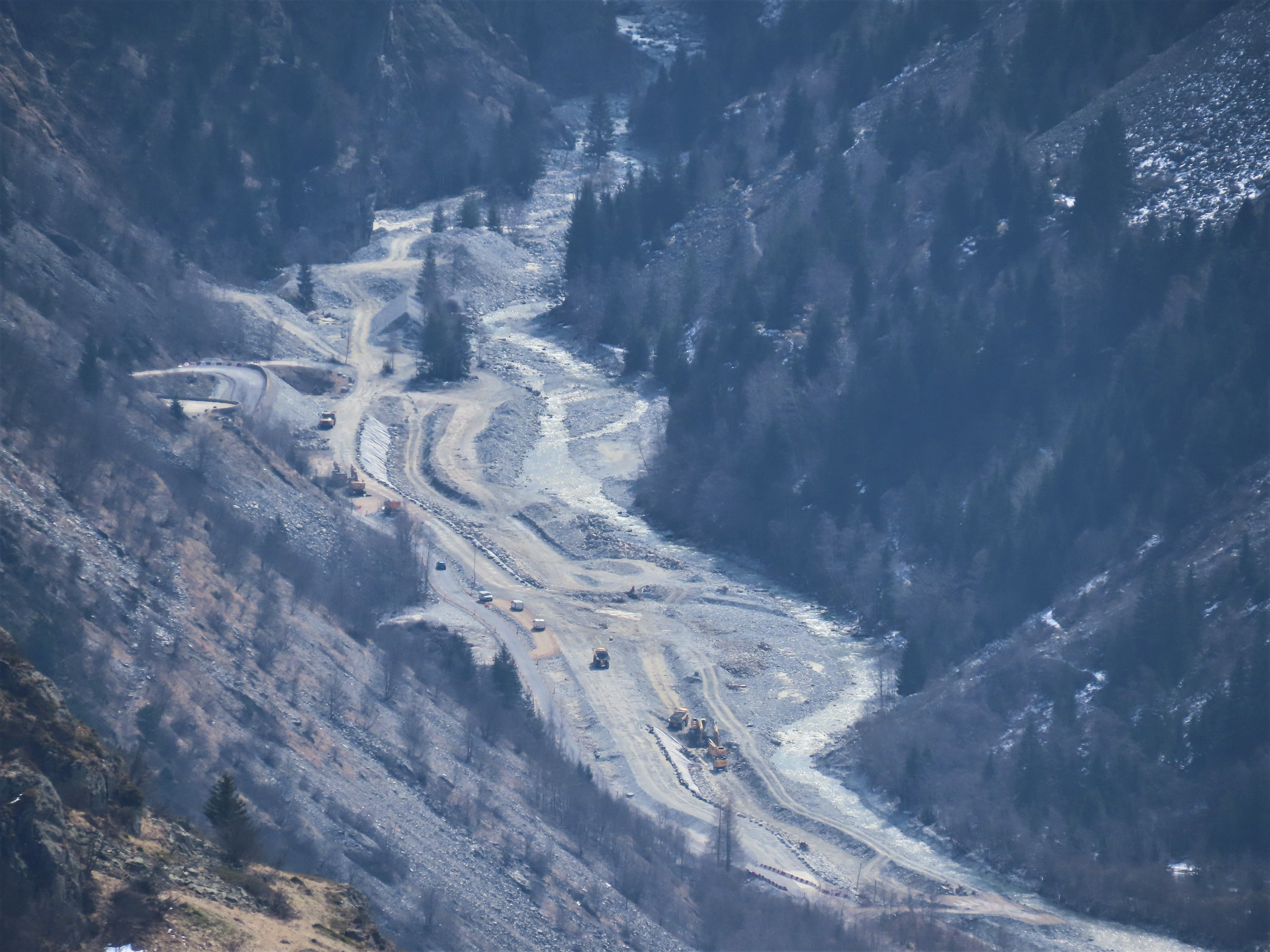
Travaux routiers et d'endiguement dans le lit du Vénéon au Plan du Lac en mars 2025.

Le 21 juin 2024, de fortes précipitations touchent le massif des Écrins et particulièrement la vallée du Vénéon,,. Couplées à une fonte nivale prononcée et à la vidange du lac supraglaciaire du glacier de Bonne Pierre, les pluies forment des laves torrentielles qui détruisent en grande partie le hameau de la Bérarde (suivant le lit du torrent des Étançons) et emportent en plusieurs endroits routes, ponts et sentiers de randonnée,,,,. Des évacuations d'urgence de personnes sont mises en place les 21 et 22 juin — notamment par hélitreuillage — et l'accès à la vallée est interdit par arrêté préfectoral, que ce soit par la route ou à pied par les sentiers de randonnée,,,. Les hameaux de Bourg d'Arud et des Étages, situés le long du Vénéon en aval de la Bérarde, sont en partie inondés par le torrent et subissent également des dégâts,.
Dans les jours suivants, le Vénéon, qui avait déjà emporté des parties de la route RD530, fait de nouveaux dégâts sur cet axe routier qui dessert la vallée, en amont du hameau des Ougiers. Les travaux de route provisoire pour rendre l'accès praticable subissent eux-mêmes des avaries. Le 22 juin, la route reliant le hameau de la Danchère à la RD530 connaît elle aussi un effondrement. Début juillet 2024, le Département de l'Isère annonce un minimum de quatre mois de travaux pour remettre la RD530 en état ; dans le laps de temps, la circulation n'y est autorisée que pour les riverains et les véhicules de chantier et de secours,,,,. La télécabine de Venosc, qui a une fonction d'ascenseur valléen pour relier le bourg de Venosc au plateau des Deux-Alpes, continue de permettre un accès aux piétons,.
Dans les jours suivant les dégâts, l’État français annonce la mise en place d'un fonds d'urgence qui doit être activé après la déclaration de catastrophe naturelle pour les communes concernées. Fin juin 2024, un fonds d'urgence destiné aux reconstructions pour les communautés de la vallée est mis en place par le Département de l'Isère ; le département l'abonde lui-même de 5 millions d'euros et la communauté de communes de l'Oisans y apporte 2 millions d'euros. D'autres collectes de fonds pour aider à la Bérarde et dans la vallée du Vénéon sont mises en place par différents acteurs dont des associations,. En lien avec les dégâts et la fermeture de la RD530, des permanences par les services de l’État français sont mises en place afin d'aider les personnes et les socio-professionnels impactés ; elles sont effectuées à la mairie du Bourg-d'Oisans.
À la suite de cet événement et de ses conséquences, les refuges de haute montagne situés dans la vallée connaissent pour certains une ouverture normale (refuge de la Muzelle, refuge du Promontoire, refuge de la Selle), d'autres ont des modifications de leur fonctionnement estival habituel : les refuges de l'Alpe du Pin et du Carrelet sont accessibles sur réservation, tandis que ceux de la Lavey, du Soreiller et Temple Écrins ne sont pas gardés. Le chalet alpin de la Bérarde, situé dans le hameau du même nom, est fermé. Le mois d'août 2024 voit la mise en place d'une navette gratuite (financée par les collectivités) temporaire sur l'itinéraire du Bourg-d'Oisans à Venosc à partir du 8 août, puis à Saint-Christophe-en-Oisans dès le 10 août ; la circulation de celle-ci s'interrompt toutefois après le 1er septembre 2024 et entre-temps si les conditions météorologiques le nécessitent,.
L'édition 2024 du Plus petit festival international de films de montagne (PPFIFM), qui se tient habituellement à La Bérarde (hameau de Saint-Christophe-en-Oisans), a exceptionnellement lieu au Bourg-d'Oisans, en raison de ces évènements et de leurs conséquences ; les recettes de cette même édition sont dévolues à l'association Les Amis de la Bérarde et du Vénéon, qui œuvre pour la reconstruction de vallée.
Les travaux effectués sur la route desservant la vallée permettent un accès à tous les usagers de l'aval de la vallée jusqu'à Venosc à partir du 29 novembre 2024 ; le département de l'Isère prévoit alors l'accès jusqu'à Saint-Christophe-en-Oisans pour la fin décembre,,. Une ouverture est effectuée début décembre 2024, mais un éboulement ayant causé un mort et deux blessés étant survenu le 20 décembre suivant, au niveau du pont des Ougiers, l'axe connaît une nouvelle fermeture sur une partie de son trajet, avec toutefois des créneaux horaires de passage pour des « déplacements indispensables » avec mise en place d'une vigie afin d'essayer d'éviter un nouvel accident,,,,.

## Dans la culture

Peintures de la vallée du Vénéon
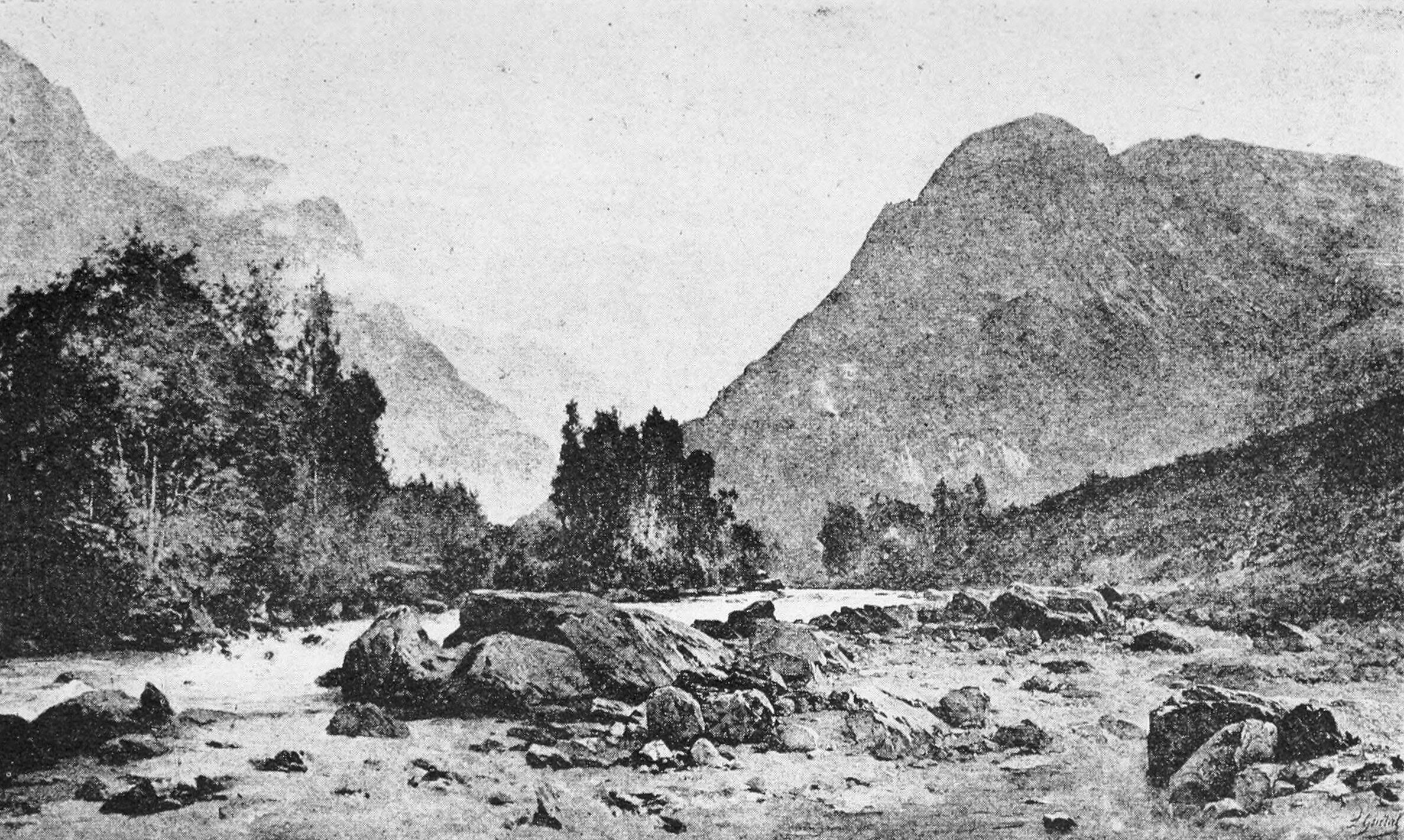
La Vallée du Vénéon à Bourg d'Aru selon Laurent Guétal en 1891.
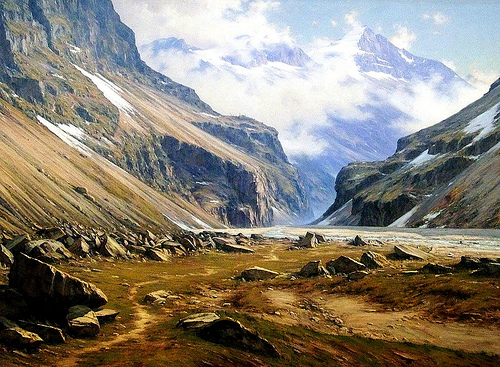
La Vallée du Vénéon selon Charles Bertier en 1900.

Le tableau La Vallée du Vénéon de Charles Bertier, peint en 1894, est présenté au Salon des artistes français et permet à son auteur d'obtenir une médaille de troisième classe ; l’œuvre est ensuite exposée au Musée de Grenoble, ville qui l'a achetée cette même année.